# Andy McEvoy
Matthew Andrew „Andy“ McEvoy (* 15. Juli 1938 in Dublin; † 7. Mai 1994 in Bray) war ein irischer Fußballspieler.

## Sportlicher Werdegang
McEvoy spielte als Jugendlicher bei den Shamrock Rovers und den Bray Wanderers, ehe er 1956 als Teenager von Trainer Johnny Carey zum englischen Klub Blackburn Rovers geholt wurde. Zunächst vor allem als Außenstürmer vorgesehen, war er anfangs vor allem Ergänzungsspieler. 1958 stieg er mit dem Klub in die First Division auf, zwei Jahre später erreichte er mit der Mannschaft um Mannschaftskapitän Ronnie Clayton, Bryan Douglas, Derek Dougan und Ally MacLeod das Endspiel um den FA Cup 1959/60. Dort blieb er ohne Einsatz, Gegner Wolverhampton Wanderers – in den beiden Vorjahren englischer Landesmeister – erwies sich bei der 0:3-Niederlage durch Treffer von Doppelpacker Norman Deeley und ein Eigentor von Mick McGrath als zu stark. Unter Trainer Jack Marshall, ab 1960 als Nachfolger von Dally Duncan im Amt, avancierte McEvoy zum Stammspieler und rückte unter Carey, der mittlerweile die irische Nationalmannschaft trainierte, zum Nationalspieler auf. 
Zu Beginn der Spielzeit 1963/64 wechselte McEvoy in die Sturmmitte, am Ende der Spielzeit landete er mit 32 Saisontreffern hinter Jimmy Greaves und Fred Pickering, der im Saisonverlauf von den Blackburn Rovers zum FC Everton gewechselt war, auf dem dritten Platz der Torschützenliste. In der folgenden Saison war er mit 29 Toren ähnlich erfolgreich, gleichauf mit Greaves wurde er damit Torschützenkönig der englischen Meisterschaft. Seine zehn Tore in der Spielzeit 1965/66 bedeuteten nicht nur einen persönlichen Einbruch, mit dem Klub verpasste er in der Folge auch den Klassenerhalt. Nach einer Spielzeit in der Second Division brach er seine Zelte in England ab, zugleich endete seine Nationalmannschaftskarriere nach sechs Toren in 17 Länderspielen.
Zwischen 1967 und 1972 spielte McEvoy für den Limerick FC, mit dem er 1971 den FAI Cup gewann. Hauptberuflich war er für die Guinness-Brauerei als Kraftfahrer tätig. Nachdem Ende seiner Karriere kehrte nach Bray zurück, wo er in einem Kaufhaus arbeitete und zeitweise bis Mitte der 1980er die Bray Wanderers trainierte.